# Vzvišeno število
Vzvíšeno števílo je v matematiki pozitivno celo število, katerega število pozitivnih deliteljev (vključno s številom samim) je popolno število in katerih vsota je spet popolno število (funkciji d(n) in σ(n) sta neki popolni števili).
Število 12 je na primer vzvišeno. Število njegovih pozitivnih deliteljev (6) je popolno število: 1, 2, 3, 4, 6 in 12; njihova vsota pa je spet popolno število: 1+2+3+4+6+12 = 28.
Znani sta le dve takšni števili (OEIS A081357):215:
{\displaystyle 2^{2}\left(2^{2}-1\right)=12\!\,,}
in
{\displaystyle {\begin{aligned}2^{126}&\left(2^{61}-1\right)\left(2^{31}-1\right)\left(2^{19}-1\right)\left(2^{7}-1\right)\left(2^{5}-1\right)\left(2^{3}-1\right)\\&={\begin{array}{lcr}&6\ 086\ 555\ 670\ 238\ 378\ \\&\;\;\;989\ 670\ 371\ 734\ 243\ \\&\;\;\;169\ 622\ 657\ 830\ 773\ \\&\;\;\;351\ 885\ 970\ 528\ 324\ \\&\;\;\;860\ 512\ 791\ 691\ 264\ \\\end{array}}\end{aligned}}\!\,.}
Število pozitivnih deliteljev drugega števila je M727-1 = (27-1) 26 = (126 + 1) 26 = 8128 (četrto popolno število), vsota deliteljev pa je M1272127-1 = (2126+1-1) 261+31+19+7+5+3 = (2127-1) 2126 (dvanajsto popolno število).